# ستارغيت (فلم)
ستارغيت (بالإنجليزية: Stargate) هو فيلم أمريكي من أفلام الخيال العلمي انتج سنة 1994، تبدأ أحداثه في مصر في أوائل القرن العشرين. والفيلم من إخراج رولان إيميريش، وتأليف إيميريش ودين ديفلين، ولعب بطولته كرت راسل، وجيمس سبيدر وجاي دافيدسون، ثم تبع الفيلم انطلاق مسلسلات ستارغيت التلفازية.

## قصة الفيلم
تدور أحداث الفيلم في الصحراء المصرية عام 1928، ويعثر قائد حملة من حملات علماء الآثار وأسمه البروفيسور لانقفورد على قلادة تحمل وجه رع أله الشمس حسب المعتقدات الفرعونية القديمة وحجرا من معدن غير معروف. ثم تنتقل أحداث الفيلم بعدها للزمن الحاضر حيث يقوم عالم باللغات القديمة هو «د.دانييل جاكسون» بالقاء محاضرة في إحدى الجامعات وأمام مجموعة من العلماء ويطرح في هذه المحاضرة طريقة جديدة لترجمة رموز اللغات القديمة وبطريقة جديدة تفترض ضمنيا أن التاريخ الحقيقي لبناء الأهرامات وأبو الهول يعود لعشرة آلاف عام، وأنها موجودة قبل الفراعنة وربما كان ورائها حضارة فضائية متطورة، وهو ما أثار سخرية الحاضرين ودفعهم لترك المحاضرة. ثم يلتقي هذا العالم بامرأة تأخذه معها إلى قاعدة عسكرية أمريكية تابعة للقوات الجوية تدعى «قاعدة جبل شايان» بعدها نكتشف أن المرأة هي ابنة البروفيسور لانقفورد.
ويجد هناك الحجر المعدني الذي يسمى فيما بعد «بوابة النجوم» وينجح «د.جاكسون» في تشغيلها. ويتم على الفور تشكيل فرقة عسكرية مجهزة بقيادة الكولونيل «جاك اونيل» والذي كان يعيش حياة بائسة بعد موت ابنه الصغير. ثم بعد عبور البوابة يصلون إلى كوكب فيه هرم ضخم جداً ويجدون مجموعة من الناس تعمل كالعبيد في التنقيب.يظن هؤلاء الناس أن «د.دانييل» مرسل من الاله رع لأنه يحمل قلادة رع ويسجدون له خوفاً، ولكن لدى «الكولونيل جاك أونيل» تعليمات بتفجير الجانب الأخر للبوابة بقنبلة نووية خوفاً من تهديد محتمل للأرض، وتهبط في الليل على الهرم سفينة فضائية متطورة يركبها «رع» وعبيده المسلحين بأسلحة وطائرات ليزر، ويقبض جنود رع على البعثة العسكرية ويحاول رع إرسال القنبلة مع معدن من الكوكب لزيادة قوة انفجار القنبلة النووية إلى الأرض.
وتتطور الأحداث ويقوم العبيد في الكوكب بالانضمام للفرقة العسكرية للإنقاذ وتنتهي المعركة بالتحرر من العبودية وتفجير سفينة رع بنفس القنبلة النووية في الفضاء خارج الكوكب الذي يسميه سكانه «ابيدوس» وبعدها تعود الفرقة العسكرية للأرض ويبقى «د.دانييل» على كوكب «ابيدوس» بعد أن يقع في حب فتاة هناك تدعى «شاو'ري». (تم تصنيفه: PG-13, طول هذا الفلم: حوالي 120 دقيقة)

## الشخصيات
الفيلم الأصلي كان مختلف الجهات الفاعلة لعب بعض الأدوار الرئيسية عما كانت عليه في سلسلة في وقت لاحق، فضلا عن بعض الشخصيات التي لم تظهر أبدا في هذه السلسلة.
- الكولونيل جاك أونيل (ستارغيت) (كيرت راسل)

وهو الطيار الذي يعاني من الاكتئاب بعد أن أطلق ابنه النار بطريق الخطأ على نفسه من مسدسه.
- الدكتور دانييل جاكسون (ستارغيت) (جيمس سبيدر)

وهو أستاذ الذي لا يجد قبولا لنظريته أن أهرامات الجيزة كانت أقدم بكثير مما كان يعتقد من قبل.
- رع (ستارغيت) (جاي دافيدسون)

قائد الفضائيين يعيش داخل جسد صبي صغير، وقد سافر عبر المجرة بحثا عن مضيف جديد ليبقي نفسه حيا
- كازوف (ستارغيت) (اريك أفاري)

الزعيم المحلي للسكان الذين يعيشون في المدينة في كوكب «أبيدوس» بالقرب من ستارغيت، والد «سكارا» و«شاوري».
- سكارا (ستارغيت (ألكسيس كروز)

ابن «كازوف» وشقيق «شاوري». ساعد «أونيل» مع أصدقائه والفرقة العسكرية لمكافحة «رع».
- شاو'ري (ستارغيت) (ميلي أفيتال)

ابنة «كازوف» أهداها إلى «د.دانييل جاكسون»
- ملازم تشارز كوالسكي (ستارغيت) (جون ديل)

الرجل الثاني في القيادة على البعثة العسكرية خلال ستارغيت.
- سارجنت لويس فيرريتي (ستارغيت)(فرنش ستوارت)

وهو عضو في فريق اونيل.
- الدكتورة كاترين لانجفورد (ستارغيت) (فيفيسا ليندفورس)

حازت على تميمة لعين رع أثناء عملية الحفر للستارغيت في الجيزة في عام 1928 وهي فتاة صغيرة.
- جنرال وست (ستارغيت) (ليون ريبي)

الضابط الآمر في مركز جهاز ستارغيت.
- الدكتور غاري مايرز(ستارغيت) (ريشارد كايند)

وهو طبيب وباحث في ستارغيت.
- الدكتورة باربرا شور (ستارغيت) (راي الين)

وهي طبيبة وباحثة في ستارغيت.
- براون (ديريك وبستر) - فريمان (كريستوفر جون فيلد) - ريلي (جاك مور) - بورو (ستيف جيانيللي)

وهم أعضاء في البعثة العسكرية.

## وصلات خارجية
- ستارغيت على موقع IMDb (الإنجليزية)
- ستارغيت على موقع ميتاكريتيك (الإنجليزية)
- ستارغيت على موقع الموسوعة البريطانية (الإنجليزية)
- ستارغيت على موقع روتن توميتوز (الإنجليزية)
- ستارغيت على موقع نتفليكس (الإنجليزية)
- ستارغيت على موقع قاعدة بيانات الأفلام العربية
- ستارغيت على موقع ألو سيني (الفرنسية)
- ستارغيت على موقع Turner Classic Movies (الإنجليزية)
- ستارغيت على موقع أول موفي (الإنجليزية)
- ستارغيت على موقع بوكس أوفيس موجو (الإنجليزية)